# قائمة زملاء الجمعية الملكية المنتخبين في 1799
هذه الصفحة تعرض قائمة زملاء الجمعية الملكية المُنتخبين لعام 1799.

## الزملاء
- John Stuart, 1st Marquess of Bute [الإنجليزية]‏
- Abraham Mills (geologist) [الإنجليزية]‏
- إدوارد تشارلز هاورد
- William Drummond of Logiealmond [الإنجليزية]‏
- Joseph Sabine [الإنجليزية]‏
- Sir David Carnegie, 4th Baronet [الإنجليزية]‏
- James Clark (physician in Dominica) [الإنجليزية]‏
- Home Riggs Popham [الإنجليزية]‏
- Archibald Blair [الإنجليزية]‏